# لوچیا اوکونه
لوچیا اوکونه (ایتالیایی: Lucia Ocone؛ زادهٔ ۳ مه ۱۹۷۴) بازیگر و کمدین اهل ایتالیا است. وی از سال ۱۹۹۲ میلادی تاکنون مشغول فعالیت بوده است.
از فیلم‌ها یا برنامه‌های تلویزیونی که وی در آن نقش داشته است، می‌توان به ۷ زندگی، پاینده‌باد ایتالیا، فقیر ولی ثروتمند، فقیر ولی خیلی ثروتمند، مادربزرگ رو بذار توی فریزر، یک خانواده وحشت‌انگیز، دریای جنوب و قتل اشاره کرد.